# Американський перевертень у Лондоні
«An American Werewolf in London» (з англ. «Американський перевертень у Лондоні») — дев'яносто семи хвилинний (97) фільм жахів, знятий режисером Джоном Лендісом, який вийшов 21 Серпня 1981 року.

## Знімальна група
- Режисер: Джон Лендіс;
- В ролях: Девід Нотон, Дженні Агаттер, Гріффін Данн, Джон Вудвайн, Девід Скофілд, Брайан Гловер, Ліла Кей, Френк Оз, Джо Белчер, Рік Майял;
- Сценарист: Джон Лендіс;
- Продюсер: Джордж Фолсі (молодший), Пітер Губер, Джон Пітерс;
- Художник: Леслі Діллі, Дебора Надулман;
- Монтажер: Малкольм Кемпбелл;
- Оператор: Роберт Пейнтер;
- Жанр: Трилер, Жах, Мелодрама, Комедія.

## Факт
Коли Майкл Джексон подивився цей фільм, він попросив Джона Лендіса зняти і для нього музичне відео на пісню ''Thriller''. Яке було визнано найкращим музичним відео усіх часів і народів й занесено до Книги рекордів Гіннеса 14 Листопада 2006 року.
| Фільми | Це незавершена стаття про кінофільм. Ви можете допомогти проєкту, виправивши або дописавши її. |